# Rocky Steps

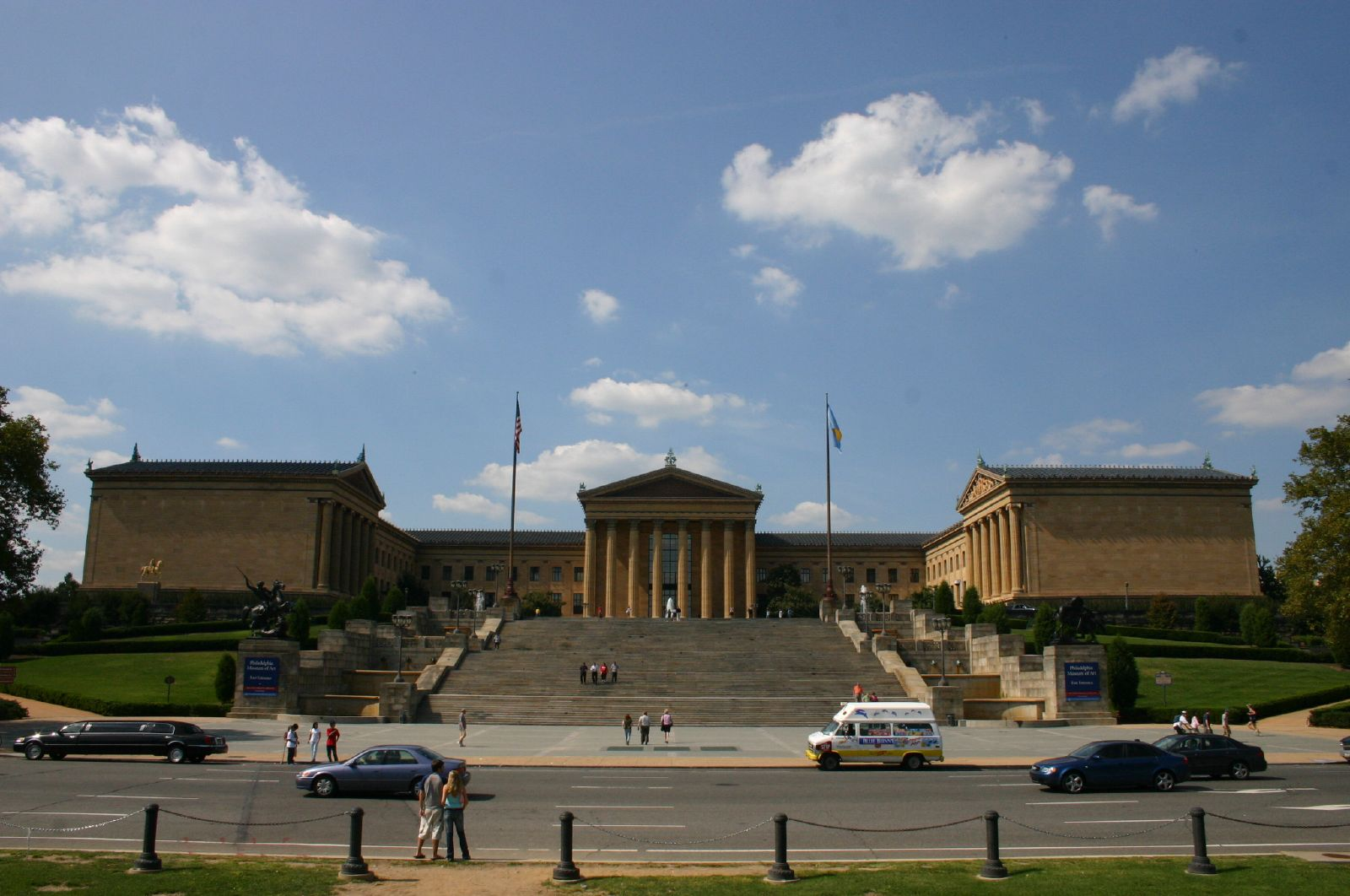
Les Rocky Steps et le Philadelphia Museum of Art.

Les Rocky Steps (« les marches de Rocky ») sont les escaliers donnant sur la façade sud du Philadelphia Museum of Art de Philadelphie aux États-Unis. Ses 72 marches larges d'environ 40 mètres dominent le Eakins Oval (en) et le Benjamin Franklin Parkway.

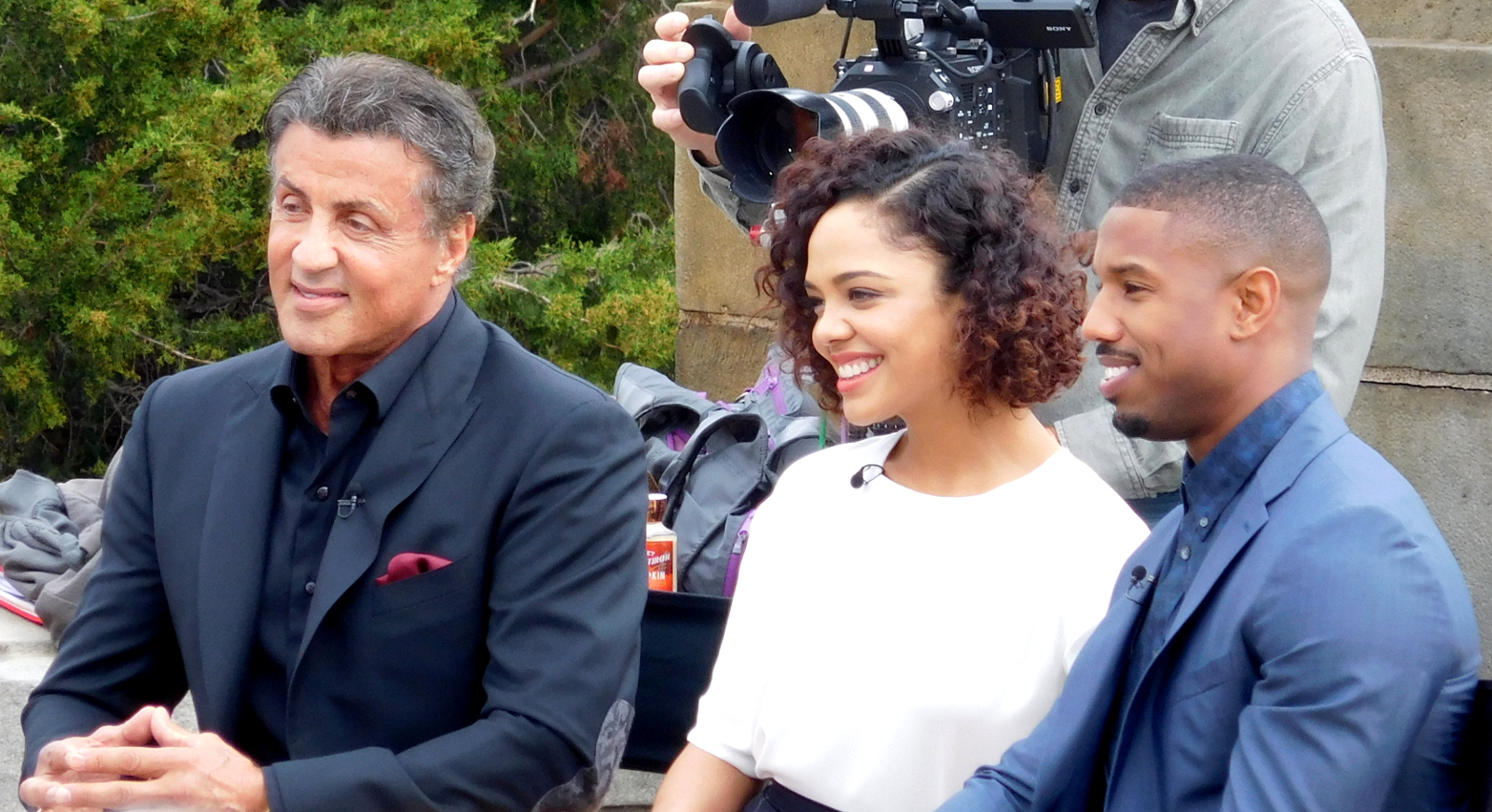
Sylvester Stallone, Tessa Thompson et Michael B. Jordan en 2015, pour la promotion du film Creed : L'Héritage de Rocky Balboa.

Ce lieu doit son surnom à une scène devenue célèbre dans le film Rocky où le héros Rocky Balboa, joué par Sylvester Stallone gravit les marches en courant et, arrivé au sommet, exprime sa rage de vaincre. En 1982, l'acteur du film, a offert au musée une statue en bronze le représentant. Celle-ci a fait un long séjour au Spectrum (auparavant CoreStates Spectrum, First Union Spectrum et Wachovia Spectrum), qui était une salle omnisports située dans le South Philadelphia sports complex incluant le Lincoln Financial Field, le Citizens Bank Park et le Wachovia Center à Philadelphie, en Pennsylvanie, finalement démoli entre novembre 2010 et avril 2011.
La statue a fini par être définitivement placée en bas à droite du célèbre escalier, contre le vœu des conservateurs du musée, mais sous la pression de la commission artistique du conseil municipal de la ville de Philadelphie. L'inauguration a eu lieu le 9 septembre 2006.